# Жилин, Олег Николаевич
Оле́г Никола́евич Жи́лин (укр. Олег Миколайович Жилін; род. 2 августа 1971, Дергачи, Харьковская область) — советский и украинский футболист, игравший на позициях защитника и полузащитника.

## Биография
Родился в Харьковской области. Воспитанник футбольной школы харьковского «Металлиста». Начал карьеру в харьковском «Маяке», выступавшем во второй союзной лиге, в котором провёл два сезона. Затем был призван в армию, во время службы на профессиональном уровне не выступал. После демобилизации играл в любительском чемпионате Украины за купянский «Оскол». В 1993 году перешёл в белорусский «Ведрич», выступавший в местной высшей лиге. В следующем году вернулся в «Оскол», дебютировавший в переходной лиге чемпионата Украины. В 1997 году стал игроком харьковского «Металлиста», вылетевшего из высшей лиги. Став основным игроком команды, помог харьковчанам вернутся в «вышку», завоевав бронзовые награды первой лиги в 1998 году. Дебютировал в высшей лиге 11 июля 1998 года, выйдя в стартовом составе в выездном матче против киевского «Динамо». Однако, в элитном дивизионе постепенно выпал из основы и спустя полгода перешёл в другой клуб высшей лиги — кировоградскую «Звезду». Выступал за команду полтора сезона (также играя за фарм-клуб кировоградцев во второй лиге), а после вылета «Звезды» в первую лигу стал игроком александрийской «Полиграфтехники». В дебютном сезоне в составе команды стал бронзовым призёром первой лиги, а затем провёл два сезона в «вышке», после чего клуб был расформирован. В 2003 году перешёл в винницкую «Ниву», где отыграл сезон в Первой лиге, а затем подписал контракт с харьковским «Гелиосом». В составе «солнечных» стал победителем своей группы Второй лиги, а через год завершил выступления на профессиональном уровне. По окончании карьеры играл за любительский «Газовик» из Червоного Донца.
После завершения выступлений начал тренерскую карьеру. В 2007—2008 годах работал тренером в харьковском «Арсенале». В 2011 году возглавил клуб «Двуречная», выступавший на любительском уровне. Затем стал тренером в академии «Гелиоса», а позже — помощником Сергея Сизихина в штабе главной команды «солнечных».

## Достижения
- Бронзовый призёр первой лиги Украины: 1997/98, 2000/01
- Победитель второй лиги Украины: 2004/05 (группа «В»)